# 测试用例
软件工程中的测试用例是一组条件或变量，测试者根据它来确定应用软件或软件系统是否正确工作。确定软件程序或系统是否通过测试的方法叫做测试准则。

## 典型的测试用例书面格式
测试用例的测试过程通常可以一步完成，有时需要连续的几步。通常会给出期望的结果或现象。除此之外，还可以给出如下信息：
- 测试用例编号 - 测试用例的唯一标识符。
- 测试用例描述 - 测试用例的目标。
- 测试步骤 - 需要执行的详细步骤。
- 预期结果 - 预期执行结果，以及是否符合该结果的判定方法。
- 实际结果
- 相关依赖 - 执行测试前必须满足的条件或必须执行的准备工作。
- 测试分类
- 负责人
- 是否是自动化测试

测试完成后还可以追加或完善如下信息：
- 是否通过
- 备注

大型测试用例还可能包括前提状态及相关描述。
书面格式的测试用例还应含有填写实际测试结果的空间。